# Irmgard von zur Mühlen

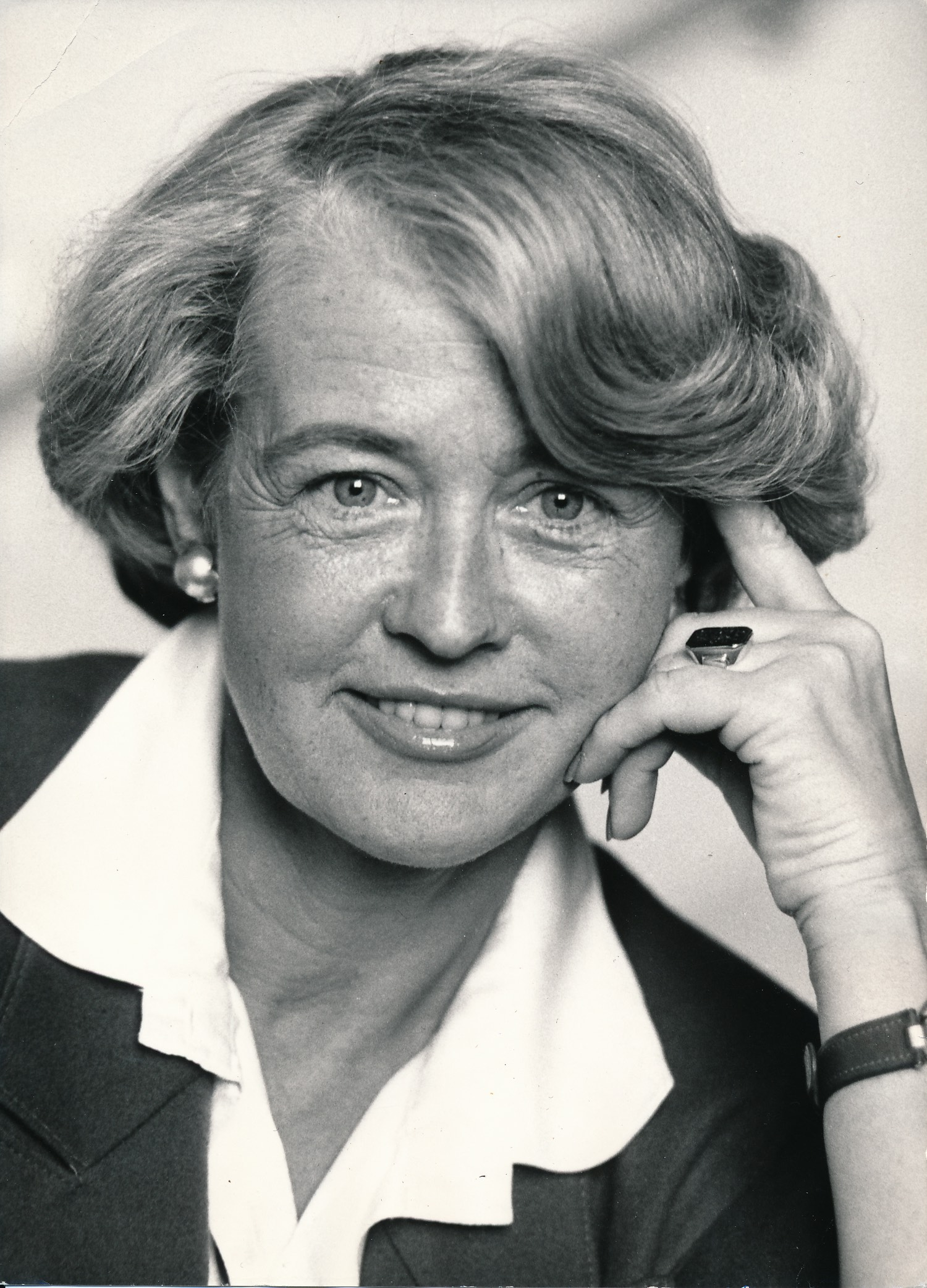
Irmgard von zur Mühlen

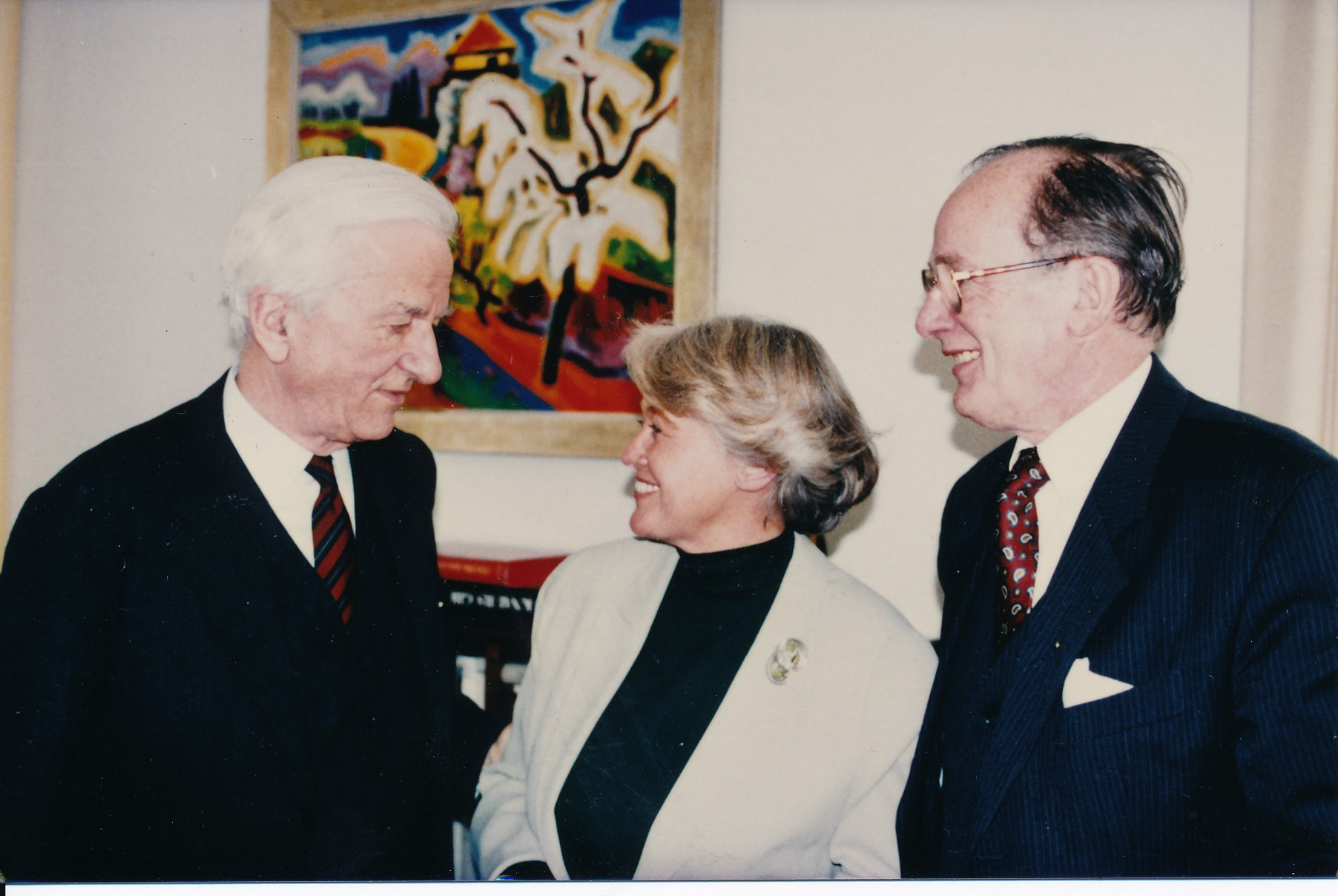
Von links nach rechts: Richard von Weizsäcker, Irmgard von zur Mühlen, Bengt von zur Mühlen

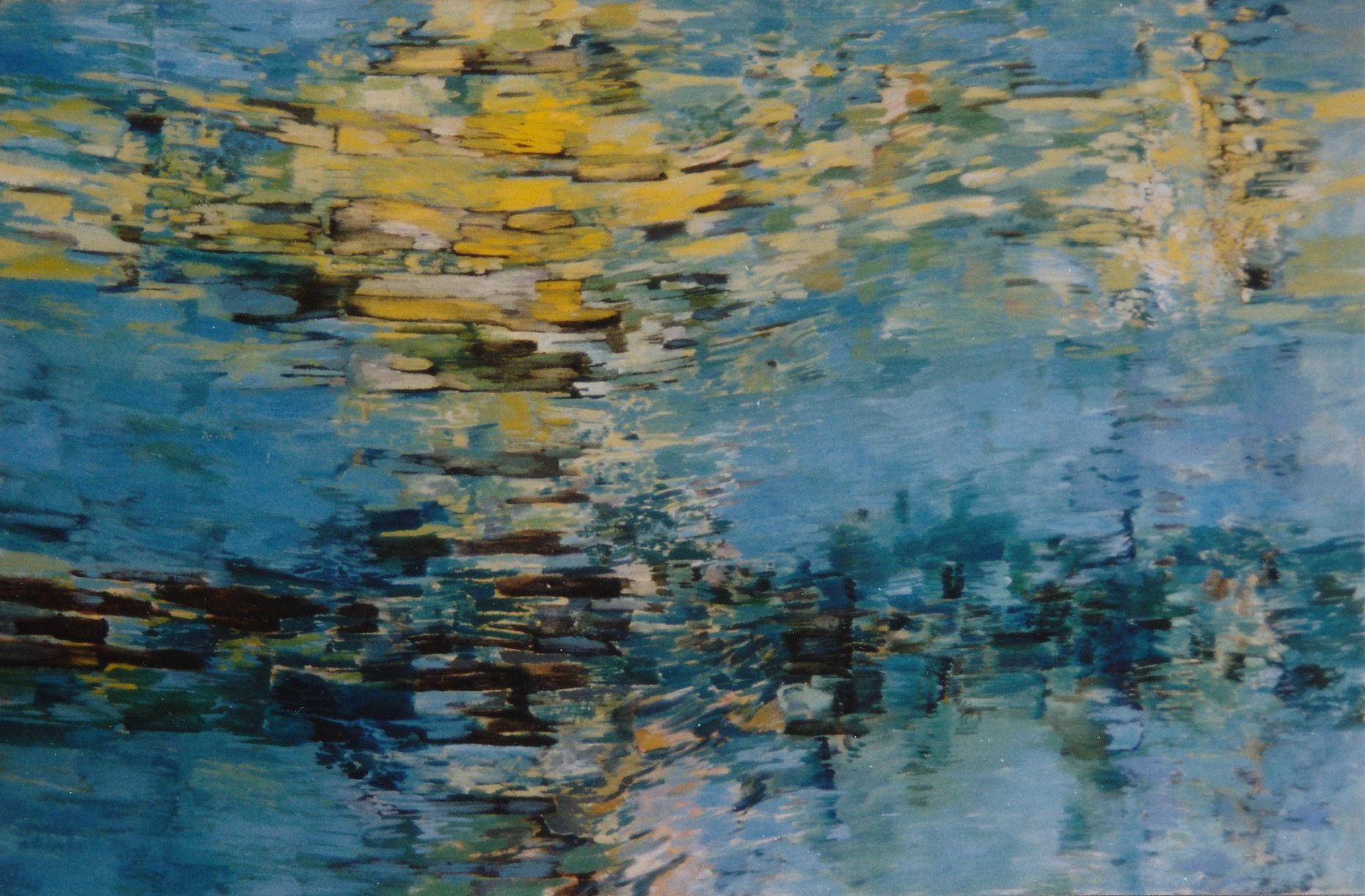
Gemälde von Irmgard von zur Mühlen

Irmgard Helene Gertrud von zur Mühlen, geborene Irmgard von Tengg-Kobligk (* 22. April 1936 in Berlin) ist eine deutsche Dokumentarfilmerin und Regisseurin.

## Leben
Irmgard von zur Mühlen wurde in Berlin geboren, flüchtete während des Zweiten Weltkriegs mit ihrer Familie 1944 nach Bayern und verbrachte bis 1952 die Jugend in Aschau im Chiemgau. Ihr Großonkel war Erich Ludendorff. Nach dem Abitur in Berlin 1956 studierte sie von 1956 bis 1961 an der Staatlichen Hochschule für Bildende Künste in Berlin. Nach einem sechsmonatigen Aufenthalt in Paris 1961 zum Studium an der Alliance française wurde sie 1962 erst Referendarin, dann Lehrerin am Walther Rathenau Gymnasium in Berlin-Grunewald. 1980 ließ sie sich beurlauben, um mehr Zeit für die Filmproduktion zu haben. Von 1990 bis 2000 war sie dann wieder Kunstpädagogin und Oberstudienrätin am Walther Rathenau Gymnasium.
Zwischen 1962 und 1967 war sie gleichzeitig als Bühnen- und Kostümbildnerin bei den „Vaganten“ tätig. 1967 arbeitete sie erstmals bei einer Dokumentarfilmproduktion mit. 1967 heiratete sie den Filmproduzenten Bengt von zur Mühlen, mit dem sie drei Kinder hat. Gemeinsam mit ihm hat sie die Chronos Film aufgebaut. Seit 1979 ist sie freischaffende Regisseurin, Drehbuchautorin, Schriftstellerin und Malerin (Ausstellungen in Berlin, Moskau u. a. Städten). Ihre Filme liefen u. a. auf dem Moscow International Film Festival, Saint Petersburg International Film Festival, Festival Internacional de Cine de San Sebastián, wiederholte Teilnahme an der Berlinale und dem Jerusalem Film Festival.

## Auszeichnungen für Dokumentarfilme
Sie erhielt u. a. die Goldene Kamera der Hörzu 1986, den „Goldenen Lorbeer“ vom DDR-Fernsehen (2×), den Heinz-Galinski-Preis (1991), den „Goldenen Löwen“ für das Lebenswerk (2000) und das Bundesverdienstkreuz.

## Filmografie

### Bis 1990
- 1967 Kinder, Bilder, Wirklichkeiten (15')
- 1973 Schlacht um Berlin (90')
- 1979 Max Liebermann, Revolutionär von Gestern, Klassiker von Heute (45')
- 1980 Det war Zille sein Milljöh (45')
- 1980 Adolph von Menzel, Chronist mit Stift und Pinsel (45')
- 1981 Thalia unter Trümmern, Berliner Theater der Nachkriegszeit (90')
- 1982 Tradition und Wandel, die Geschichte der KPM (60')
- 1983 Bomben auf Berlin. Leben zwischen Furcht und Hoffnung (90')[1]
- 1984 Berlin zur Kaiserzeit, Glanz und Schatten einer Epoche (90')[2]
- 1984 Weltbühne Berlin, die Zwanziger Jahre (90')
- 1984 Tag des Gedenkens – Der 40 Jahrestag des 20. Juli 1944 (24')[3]
- 1985 Die Befreiung von Auschwitz (60')[4]
- 1985 Die Frauen des 20. Juli (70')[5]
- 1985 Berlin-Zehlendorf, der grüne Bezirk (90')
- 1986 Die Kinder des 20. Juli (60')
- 1986 Geschichtsstunde in Israel (60')
- 1987 Berlin unterm Hakenkreuz, die Dreißiger Jahre (90')
- 1987 Estland im Aufbruch (60')
- 1988 Von Königsberg nach Kaliningrad (45')
- 1989 Nach Cranz und Rauschen (45')
- 1989 Auf den Spuren Ostpreußens im Kaliningrader Gebiet (70')
- 1989 Berlin unter den Alliierten, 1945–1949 (90')
- 1989 Heimat – die Sehnsucht der Wolgadeutschen (60')
- 1989 Reichsstraße l, drei Folgen (ie 30')
- 1990 Die Frau am Brandenburger Tor, der 9. November 1989 (60')
- 1990 Charterflug in die Vergangenheit, Hans Sahl (60')
- 1990 Das Vermächtnis von Stauffenberg (60')

### 1991 bis heute
- Wenn Sie mich nur spielen lassen, Heinrich George (60')
- Ein Leben lang Koffer, Erinnerungen von Angelika Schrobsdorff (70')
- Juden von Estland (60')
- Nordkorea (Rohschnitt)
- Juden unterm Roten Stern, Birobidshan (60')
- Ansichten vom Ende – Einsatz an der Ostfront 1945 (90')
- Todeskampf der Reichshauptstadt (90')
- Heimatlos Teil I und II (e 30')
- Sie gaben ihr Leben, General Fritz Lindemann (65')
- Illegal, untergetaucht, Gesucht, Ludwig von Hammerstein (60')
- Wegen der vielen Morde, Detlef Schwerin von Schwanenfeldt (60')
- Lennart Meri, ein Leben für Estland (60')
- Ruine 1945, Metropole 2000 (30')
- Das Phänomen Hitler (60')
- Überlebenskampf unterm Hakenkreuz, Konrad Latte (60')
- Vorhang auf – Applaus, Harald Juhnke (90')
- Ostpreußen – 50 Jahre danach (90')
- Theresienstadt – Täuschung und Wirklichkeit (70')
- Urlaub im Dritten Reich, Kraft durch Freude (60')[6][7]
- Jeder Tod war mir ein tiefer Schmerz -Harald Poelchau (60')
- Auf zu den Waffen, Männer und Frauen im Ersten Weltkrieg (60')
- Reich und Republik, die Nachkriegszeit (90')

## Buch
- Geheimarchive – Sperrgebiete: mit der Kamera auf den Spuren der Geschichte (zusammen mit Bengt von zur Mühlen), Chronos, Berlin-Kleinmachnow 1995, ISBN 3-931054-04-7